# David A. Warburton
David Alan Warburton (* 18. März 1956 in El Paso) ist ein US-amerikanischer Archäologe, Ägyptologe und Hochschullehrer. Er ist auf archäologische Methoden im Allgemeinen und Wirtschaftsgeschichte im Besonderen spezialisiert.

## Leben
David Warburton studierte ab 1974 zunächst Politologie (BA 1979 American University of Beirut), danach Ägyptologie und Archäologie (ebenfalls American University of Beirut, MA 1981), anschließend weiterhin Ägyptologie, Vorderasiatische Archäologie und Ur- und Frühgeschichte an der Universität Basel. Die Promotion erfolgte 1996 an der Universität Bern und die „Habilitation à diriger des recherches“ 2007 an der Université Paris 1 Panthéon-Sorbonne.
Er nahm an Ausgrabungen und Surveys in Frankreich, der Schweiz, Syrien, dem Irak und Jemen teil, kopierte Inschriften im Tal der Könige und war von 1991 bis 1995 Leiter des American Institute for Yemeni Studies.
Von 2013 bis 2017 koordinierte er am Exzellenzcluster Topoi in Berlin die Forschungen zur antiken und prähistorischen Ökonomie. Er lehrte unter anderem als Gastprofessor am Institute for the History of Ancient Civilizations der Northeast Normal University in Changchun (China) (2017–2023), an der Université Lumière Lyon II und an der American University in Kairo.
Seine Forschungsgebiete sind Wirtschaftsgeschichte und -theorie, Krieg und Politik im frühen Altertum, Chronologie, Stratigraphie, Religion, Kognition, Farbterminologie.

## Veröffentlichungen (Auswahl)
Monographien
- State and Economy in Ancient Egypt. Fiscal Vocabulary of the New Kingdom (= Orbis Biblicus et Orientalis Bd. 151). Freiburg/Schweiz & Göttingen 1997  (= Dissertation)
- Egypt and the Near East. Politics in the Bronze Age. Neuchâtel 2001 (Civilisations du Proche-Orient. Série IV. Histoire – Essais 1).
- Macroeconomics from the Beginning. Neuchâtel 2003 (Civilisations du Proche-Orient. Série IV. Histoire – Essais 2).
- Archaeological Stratigraphy. A Near Eastern Approach. Neuchâtel 2003.
- Architecture, Power, and Religion: Hatshepsut, Amun & Karnak in Context. Berlin 2012 (Beiträge zur Archäologie Bd. 7).
- The Fundamentals of Economics: Lessons from the Bronze Age Near East. Neuchâtel 2016 (Civilisations du Proche-Orient. Série IV. Histoire – Essais 3)
- Bronze Age Egypt and Globalisation. Newcastle Upon Tyne 2023.
- Ancient Urban Globalisation and Economic Development. Newcastle upon Tyne 2023.

Sammelbände
- mit Erik Hornung, Rolf Krauss  (Hrsg.): Ancient Egyptian Chronology. Leiden 2006 (Handbook of Oriental Studies I: 83)
- (Hrsg.): Time’s Up!: Dating the Minoan eruption of Santorini. Athens 2009 (Monographs of the Danish Institute at Athens 10)
- mit Lisbeth Bredholt Christensen, Olav Hammer (Hrsg.): The Handbook of Religions in Ancient Europe. Durham 2013 (European History of Religions)
- mit Shiyanthi Thavapalan (Hrsg.): The Value of Colour. Berlin 2019. (Berlin Studies of the Anceint World 70)
- (Hrsg.): Political and Economic Interaction on the Edge of Early Empires. eTopoi Special Volume 7
- (Hrsg.): The Earliest Economic Growth in World History. Leiden / Louvain 2022. (PIHANS Bd. 133)

Übersetzungen
- Friedrich Junge: Late Egyptian Grammar: An Introduction. Oxford 2001, 2005 (Griffith Institute)
- Erik Hornung, Th. Abt (Hrsg.): The Egyptian Amduat – The Book of the Hidden Chamber. Zürich 2007

Beiträge in Reihen und Büchern
- “Before the IMF: The Economic Implications of Unintentional Structural Adjustment in Ancient Egypt.” In: Journal of the Economic and Social History of the Orient. 43 (2000) 65–131.
- “Synchronizing the Chronology of Bronze Age Western Asia with Egypt.” In: Akkadica 119–120 (2000) 33–76.
- “Stratigraphy: Methodology & Terminology.” In: P. Matthiae et al. (Hrsg.): Proceedings of the First International Congress on the Archaeology of the Ancient Near East. (Rom: Herder, 2000) 1731–1750.
- “The Hadhramis, the Hadhramaut and the European Colonial Powers in the Indian Ocean.” In: G. Campbell (Hrsg.): The Indian Ocean Rim: Southern Africa and Regional Cooperation. (London: RoutledgeCurzon, 2003) 54–63.
- “Psychoanalyzing Prehistory: Struggling with the Unrecorded Past.” In: P. Antes et al. (Hrsg.): New Approaches to the Study of Religion. (Berlin: de Gruyter, 2004) II 419–455.
- “Aspects of War and Warfare in Western Philosophy and History.” In: T. Otto et al. (Hrsg.): Warfare and Society (Aarhus: Aarhus University Press, 2006) 37–55.
- “Texts, Translation, Lexicography, & Society: A Brief Note.” In: Lingua Aegyptia. 15 (2007) 263–279.
- “Work and Compensation in Ancient Egypt.” In: Journal of Egyptian Archaeology. 93 (2007) 175–194.
- “Basic Color Term Evolution in Light of Ancient Evidence from the Near East.” In: R. MacLaury, G. V. Paramei, D. Dedrick (Hrsg.): Anthropology of Color: Interdisciplinary Multilevel Modeling. (Amsterdam: Benjamins, 2007) 229–246.
- “Egypt and Mesopotamia.” In: G. Leick (Hrsg.): The Babylonian World. (London: Routledge, 2007) 487–502.
- “The Truth Path of Error.” In: Th. Hofmeier, O. Kaelin (Hrsg.): Stückwerk: Beiträge zur Kulturgeschichte des Alten Orients. (Leonhard-Thurneyser Verlag, Berlin 2008) 263–287.
- “The Architecture of Israelite Temples.” In: L. L. Grabbe (Hrsg.): Ahab Agonistes. (London: Library of Hebrew Bible/Old Testament 421, 2007) 310–328.
- “The Theoretical Implications of Ancient Egyptian Colour Vocabulary for Anthropological and Cognitive Theory.” In: Lingua Aegyptia. 16 (2008) 213-2
- “Economics, Anthropological Models and the Ancient Near East.” In: Anthropology of the Middle East. 4 (2009) 65–90.
- “Taking a Stab at Archaeological Thought on Ancient Near Eastern Economics.” In:  B. S. Düring, A. Wossink, P. M. M. G. Akkermans (Hrsg.), Correlates of Complexity. Essays in Archaeology and Assyriology. Dedicated to Diederik J. W. Meijer in Honour of his 65th Birthday (Leiden 2011), 233–260  ISBN 978-90-6258-327-0, online
- “Egypt’s Role in the Origins of Science,” Journal of Ancient Egyptian Interconnections 9 (2016) 72–94.
- “Hatshepsut: The feminine Horus and daughter of Amun on the throne of Atum,” In: K. Droß-Krüpe, S. Fink (Hrsg.), Powerful Women in the Ancient World: Perception and (Self)Presentation. Proceedings of the 8th Melammu Workshop, Kassel, 30 January – 1 February 2019 (Zaphon, Münster 2021), 91–143.